# Chanteloup-en-Brie
Chanteloup-en-Brie is een gemeente in het Franse departement Seine-et-Marne (regio Île-de-France) en telt 1870 inwoners (2005). De plaats maakt deel uit van het arrondissement Torcy en is een van de 26 gemeenten van de nieuwe stad Marne-la-Vallée.

## Geografie
De oppervlakte van Chanteloup-en-Brie bedraagt 3,2 km², de bevolkingsdichtheid is 584,4 inwoners per km².
De onderstaande kaart toont de ligging van Chanteloup-en-Brie met de belangrijkste infrastructuur en aangrenzende gemeenten.

## Demografie
Onderstaande figuur toont het verloop van het inwonertal (bron: INSEE-tellingen).

## Geboren in Chanteloup-en-Brie
- Henri Cartier-Bresson (1908-2004), fotograaf